# خمسة ونص (مسلسل)
خمسة ونص هو مسلسل (لبناني، سوري) عرض في شهر رمضان 2019، ومن إخراج فيليب أسمر.

## قصة المسلسل
تتناول أحداث المسلسل قصة حب غير مألوفة بين حبيبين غمار الغانم (قصي خولي) والدكتورة بيان نجم الدين (نادين نسيب نجيم)، تحاول فيها المرأة ترويض حبيب يشتهي مجد المال ويعاني من الحقد وصراعات على السلطة، وقدرتها على لعب دور نافذ في حياته.

## تمثيل
- نادين نسيب نجيم
- قصي خولي
- معتصم النهار
- سينتيا صموئيل
- نوال كامل
- جوليان فرحات
- رولا حمادة
- حسين فنيش
- رفيق علي أحمد
- سومر ديب
- كارين سلامة
- نيرمين شوقي
- رواد عليو
- علي يونس

## روابط خارجية
- خمسة ونص على موقع قاعدة بيانات الأفلام العربية